# Torrent del Rossinyol (Castellcir)

El Torrent del Rossinyol, respecte del terme de Castellcir

El Torrent del Rossinyol és un torrent del terme municipal de Castellcir, a la comarca del Moianès.
Es forma al nord-oest de la masia de Mont-ras i al sud-est de la de Cal Manel, a llevant de l'extrem nord de l'actual poble de Castellcir. Des d'aquest lloc davalla cap al sud-est fent un arc, i s'aboca en el torrent d'Esplugues a prop i al nord-oest de l'església de Sant Andreu de Castellcir i de la masia de Cal Tomàs, al nord de la de Cal Jaumet i al nord-est de la de Can Gregori.